# The Soul Man
The Soul Man es una comedia de situación de TV Land creada por Suzanne Martin y Cedric the Entertainer. La serie es un spin-off de Hot in Cleveland, en cuyo episodio "Bridezelka", que es el piloto de pruebas de The Soul Man, apareció Cedric. La serie se estrenó el 20 de junio de 2012 con 12 episodios en la primera temporada. El 13 de diciembre de 2012, TV Land renovó oficialmente The Soul Man para una segunda temporada de 10 episodios con Yvette Lee Bowser sustituyendo a Phoef Sutton como show runner.

## Sinopsis
La serie cuenta la historia de la estrella de R&B Reverend Boyce "La Voz" Ballantine (Cedric the Entertainer), que vivía la buena vida en Las Vegas y estaba en la cima de las listas de música, cuando recibió "la llamada" y decidió mudarse a San Luis con su familia para convertirse en predicador en la iglesia de su padre. Sin embargo, a los miembros de su familia -incluyendo a su mujer Lolli (Niecy Nash) y su hija Lyric (Jazz Raycole) - no les apetece cambiar la vida de súper estrella por la de familia humilde. 
La serie también está protagonizada por John Beasly como el padre de Boyce, y Wesley Jonathan como su hermano, Stamps.

## Reparto

### Personajes principales
- Cedric the Entertainer como Reverendo Sherman Boyce Ballentine - el protagonista principal de la serie. Un excantante de R&B reconvertido en predicador.
- Niecy Nash como Lolli Ballentine - la mujer de Boyce, y dueña de un salón de belleza.
- Wesley Jonathan como Fletcher Emmanuel "Stamps" Ballentine - el despreocupado hermano menor de Boyce.
- Jazz Raycole como Lyric Ballentine - la hija de Boyce, que se está adaptando a la nueva vida de su padre.
- John Beasley como Barton Moses Ballentine - el padre de Boyce y antiguo pastor.

### Personajes recurrentes
- Hattie Winston como Pearlie.
- Kim Coles como Wanda.
- Gary Anthony Williams como Lester.

## Desarrollo y producción
El 18 de abril de 2011, se anunció que Cedric the Entertainer aparecería en un episodio de la segunda temporada de Hot in Cleveland, como un pastor que se ve envuelto en los problemas de las chicas. El episodio sirvió como un piloto de pruebas para un spin-off que sería protagonizado por Cedric. El episodio, titulado "Bridezelka", fue escrito por la creadora de Hot in Cleveland, Suzanne Martin, y se estrenó el 24 de agosto de 2011.
En noviembre de 2011, se anunció que Niecy Nash tenía el papel femenino protagonista junto a Cedric. John Beasley, Wesley Jonathan y Jazz Raycole también formaban parte del reparto, con Beasley interpretando al padre de Boyce, Jonathan interpretando al hermano de Boyce, y Raycole interpretando a la hija de Boyce. Suzanne Martin y Cedric escribieron el episodio piloto y se convirtieron en productores ejecutivos con Sean Hayes y Todd Milliner. El piloto fue grabado el 2 de diciembre de 2011.
El 12 de enero de 2012, TV Land oficialmente aceptó el piloto, bajo el título de Have Faith, y fijó la primera temporada en 12 episodios. El 11 de marzo de 2012 fue anunciado que el título de la serie era cambiado de Have Faith a The Soul Man.
Phoef Sutton, antigua escritora y productora de Cheers, fue contratada como productora ejecutiva y Stan Lathan, que previamente había dirigido a Cedric en todos los episodios de The Steve Harvey Show, sería el director.
Anthony Anderson, Tamar Braxton, Trina Braxton, Robert Forster, Tim Reid y Sherri Shepherd aparecieron como invitados durante la primera temporada de producción.

## Recepción
La serie ha tenido críticas generalmente positivas, con una puntuación de 65 sobre 100 en Metacritic.